# Baie Chica
Baie Chica är en vik i Antarktis. Den ligger i Östantarktis. Argentina och Storbritannien gör anspråk på området.